# 랑잇 루파
《랑잇 루파》(타갈로그어: Langit Lupa)는 2016년 방영된 필리핀의 드라마이다.